# Lassie z Malowanych Wzgórz
Lassie z Malowanych Wzgórz – amerykański film familijny z 1951 z elementami filmu przygodowego i westernu. Reżyserem był Harold Kress, a scenariusz napisał True Boardman. Produkcja należy do serii filmów i seriali o psie Lassie, zapoczątkowanej filmem Lassie, wróć! z 1943. Czasami występuje pod tytułem Lassie i Gorączka złota.

## Opis fabuły
Film pokazuje przygody chłopaka Tommy'ego i jego psa o imieniu Lassie. Akcja rozgrywa się głównie w wysokich górach Ameryki Północnej. Na początku filmu Tommy rozpacza, bo właśnie umarł jego ojciec. Odwiedza go Jonathan - jego starszy znajomy i były wspólnik ojca w poszukiwaniach złota. Jonathan daje Tommy'emu w prezencie swojego psa Lassie oraz proponuje mu, że weźmie go ze sobą w góry w celu poszukiwań złota. Tommy zgadza się. Wyruszają więc na poszukiwania wraz z nowym wspólnikiem Jonathana, Linem oraz z Lassie. Początkowo wszystko idzie jak należy: w dzień wszyscy ciężko pracują pozyskując małe ilości cennego kruszywa i nocują w górskiej chatce. Jednak po jakimś czasie Lin zaczyna dostawać obsesji z powodu złota. Zwabia Jonathana w góry i tam strąca go z półki skalnej w przepaść.  Potem Lin próbuje zamaskować swoją zbrodnię, ale nie udaje mu się to, ponieważ Lassie wpada na trop swojego ukochanego pana. Wkrótce Tommy też dowiaduje się o śmierci Jonathana. Lin postanawia otruć psa, a potem zabić chłopca. Po dramatycznym pościgu w górskiej śnieżycy, Lin ginie spadając w przepaść, a Tommy i Lassie uchodzą z życiem.

## Obsada
- Gary Gray
- Paul Kelly
- Bruce Cowling
- Ann Doran
- Art Smith
- Andrea Virginia Lester
- Chief Yowlachie
- Brown Jug Reynolds
- Pal - odtwórca tytułowej roli